# Cabinet Osswald III
Le troisième cabinet d'Albert Osswald était le gouvernement du Land de Hesse (Allemagne) entre le 18 décembre 1974 et le 20 octobre 1976.
Il était soutenu par une coalition sociale-libérale entre le Parti social-démocrate d'Allemagne (SPD) et le Parti libéral-démocrate (FDP) dirigée par Albert Osswald.
Il a succédé au cabinet Osswald II et a été remplacé par le premier cabinet d'Holger Börner.

## Composition
| Poste                                                               | Ministre                   | Ministre                          | Parti |
| ------------------------------------------------------------------- | -------------------------- | --------------------------------- | ----- |
| Ministre-président                                                  |                            | Albert Osswald                    | SPD   |
| Ministre de l'Intérieur                                             |                            | Hanns-Heinz Bielefeld             | FDP   |
| Ministre de l'Économie et de la Technologie Vice-ministre-président |                            | Heinz Herbert Karry               | FDP   |
| Ministre de l'Agriculture et de l'Environnement                     |                            | Willi Görlach                     | SPD   |
| Ministre des Finances                                               |                            | Heribert Reitz                    | SPD   |
| Ministre de la Justice et des Affaires fédérales                    |                            | Herbert Günther                   | SPD   |
| Ministre de l'Éducation                                             |                            | Hans Krollmann                    | SPD   |
| Ministre des Affaires sociales                                      |                            | Horst Schmidt jusqu'au 04/10/1976 | SPD   |
| Ministre des Affaires sociales                                      | Intérim de Herbert Günther |                                   | SPD   |